# 劇団鹿殺し
劇団鹿殺し（げきだん　しかごろし）は、日本の劇団。
2000年、関西学院大学の演劇グループに在籍していた・菜月チョビと代表・丸尾丸一郎が、つかこうへい作品を上演したいが為に旗揚げ。当初の活動拠点は兵庫県西宮市。2005年4月に劇団員全員で上京、拠点を東京に移す。
劇団名の由来は詩人・村野四郎の「鹿」という作品。

## 概要
上京後は東京都東久留米市の一軒家にてメンバー7人で共同生活をしながら、活動。
2007年、上京時のメンバー3名が引退し、オーディションなどを経て現在の形に至る。
2015年1月に、代表、菜月チョビが文化庁新進芸術家海外派遣制度により１年間のカナダ留学をした。

## 特徴
エンターテイメント志向の強い舞台を上演している。
鹿殺し舞台の特徴の一つとして、劇団員で劇中の殆どのオリジナル曲を作成し振り付けも劇団員で行う。
尚、古田新太（劇団☆新感線）や坂井真紀、水野美紀らが彼らに対する支持を表明している。

## 所属団員[2][3]
- 菜月チョビ（なつき ちょび）- 演出家／俳優
- 丸尾丸一郎（まるお まるいちろう）- 作家／演出家／俳優
- 橘輝（たちばな てかり）- 俳優
- 浅野康之（あさの やすゆき）- 俳優／振付家／演出家
- メガマスミ- 俳優
- 内藤ぶり（ないとう ぶり）- 俳優
- 藤綾近（ふじ あやちか）- 俳優
- 前川ゆう（まえかわ ゆう）- 俳優
- 川平花(かびら はな) - 俳優
- 松本むち(まつもと むち) - 俳優
- 高橋戦車（たかはしせんしゃ）- 俳優／制作

## 過去に所属していた団員
- 2023年4月
  - 鷺沼恵美子（さぎぬま えみこ）-休団中-
  - 長瀬絹也（ながせ きぬや）
  - 有田あん （ありた あん）
- 2020年8月[4]
  - 峰ゆとり
  - 近藤茶
  - 金子大樹
- 2020年3月[5]
  - オレノグラフィティ
  - 椙山さと美（すぎやまさとみ）
  - 出口大海
- 2018年3月
  - 木村さそり
- 2015年9月[6]
  - 山岸門人
  - 傳田うに
  - 円山チカ
  - 坂本けこ美
- 2015年2月
  - 山口加菜

## 公演
- 2000年 - つかこうへい原作を上演
  - 第一回公演「熱海殺人事件/モンテカルロイリュージョン」（1月、兵庫）
  - 第二回公演「蒲田行進曲」（3月、兵庫）
  - 第三回公演「リング・リング・リング」（8月、兵庫）
- 2001年
  - 第四回公演「愛卍情」（10-11月、大阪/兵庫）
  - 第五回公演「ララバイ」（12月、兵庫）
- 2002年
  - 第六回公演「さよなら」（2-3月、大阪）
  - 第七回公演「赤い落日」（5月、兵庫）
  - 番外公演「彼女の起源」（12月、兵庫/大阪）
- 2003年
  - 第八回公演「さよなら～君が代ラウドネス～」（3月、兵庫/大阪）
  - 第九回公演
    - 「image」（7月、大阪）
    - 「image/KILL THE KING」（10月、大阪）
- 2004年
  - 第十回公演「チキン」（3月、大阪）
  - 第十一回公演「愛卍情」（7-8月、大阪）
  - 第十二回公演「百千万」（11月、大阪）
- 2005年
  - 第十二回公演「百千万」（6月、東京）
  - 第十三回公演「エデンの穴」（10月、東京）
- 2006年
  - 全国ライブハウスツアー「その激しさゆえのツアー2006」（2月、関西を中心に全国10ヶ所のライブハウスで上演）
  - 第十四回公演「SALOMEEEEEEE!!!」（4-5月、東京）
  - 劇団鹿殺しオルタナティブスVol.1「山犬」（9月、東京）
- 2007年
  - 第十五回公演「僕を愛ちて。」（1-2月、東京/大阪/兵庫）
  - 劇団鹿殺しオルタナティブスVol.2「魔人現る」（8月、東京）
  - 第十六回公演「殺ROCK ME! ～サロメ～」（9月、東京）
- 2008年
  - 第十七回公演「百千万（ももちま）・2008改訂版」（1月、東京）
  - 劇団鹿殺しオルタナティブスVol.3「轟きのうた」（7月、東京）
  - 第十八回公演「電車は血で走る」（10-11月、東京）
- 2009年
  - 第十九回公演「ベルゼブブ兄弟」（2-3月、東京/兵庫/大阪/福岡）
  - 第二十回公演・回帰「赤とうがらし帝国」（8-9月、東京/大阪）
- 2010年
  - 10周年記念公演・第一弾「スーパースター」（第55回岸田國士戯曲賞候補作）（1-2月、東京/兵庫）
  - 十周年記念ロングラン公演「電車は血で走る（再演）」（6-7月、東京）
- 2011年
  - 本多劇場進出公演「僕を愛ちて。～燃える湿原と音楽～」（1月、東京）
  - 夏の女優祭り「岸家の夏」（7-8月、東京/大阪）
- 2012年
  - 紀伊國屋ホール進出公演「青春漂流記」（1-2月、東京/大阪）
  - ロックオペラ「田舎の侍」（9-10月、大阪/東京）
- 2013年
  - 音楽劇「BONE SONGS」（2-3月、東京/大阪/福岡）
  - 充電前公演「無休電車」（9-10月、東京/兵庫）
- 2014年
  - OFFICE SHIKA × Cocco 「ジルゼの事情」（1月、東京/大阪）
  - 楽団鹿殺し「喇叭道中音栗毛」(3-4月、東京/兵庫)
  - OFFICE SHIKA PRODUCE「山犬」（8月、東京/兵庫）
  - OFFICE SHIKA × Cocco 「ジルゼの事情」再演（9月、東京/兵庫）
- 2015年
  - 復活公演「ランドスライドワールド」(1-2月、東京/大阪)
  - 秘密基地公演「横浜アンダーグラウンド」(3月、神奈川)
  - ロックオペラ「彼女の起源」(6月、東京/兵庫)
  - OFFICE SHIKA PRODUCE「竹林の人々」(7-8月、東京/大阪)
  - 劇団めばち娘旗揚げ公演 「ツチノコの嫁入り」(11月、東京)
- 2016年
  - 活動15周年記念公演「キルミーアゲイン」(1月、東京/大阪)
  - 15周年記念・怒パンク時代劇「名なしの侍」(7月、東京/大阪)
  - 15周年記念 第三弾 伝説リバイバル「image-KILL THE KING-」(11-12月、東京/大阪)
- 2017年
  - OFFICE SHIKA PRODUCE「親愛ならざる人へ」(3月、東京/大阪)
  - 2017本公演 電車二部作「電車は血で走る」「無休電車」(6月、東京/大阪)
  - OFFICE SHIKA PRODUCE VOL.M「不届者」[7](9-10月、東京/大阪)
  - OFFICE SHIKA REBORN「パレード旅団」[8](12月、東京/大阪)
- 2018年
  - OFFICE SHIKA PRODUCE「おたまじゃくし」(2月、東京/大阪)
  - ストロングスタイル歌劇「俺の骨をあげる」[9](8月、大阪/東京)
  - OFFICE SHIKA PRODUCE「さよなら鹿ハウス 」(11月、東京/大阪)
- 2019年
  - 舞台「山犬」(2-3月、東京/大阪)
  - 新作本公演「傷だらけのカバディ」[10](11-12月、東京/大阪)
- 2020年
  - OFFICE SHIKA PRODUCE「罪男と罰男」[11](3月、東京[注 1]/大阪)
  - ザ・ショルダーパッズ「銀河鉄道の夜」「少年探偵団」[12](11月、東京)
- 2021年
  - OFFICE SHIKA PRODUCE「秘剣つばめ返し」[13](1月、東京/大阪)
  - 活動20周年記念公演「キルミーアゲイン」[14](9-10月、東京/大阪)
- 2022年
  - OFFICE SHIKA MUSICAL 雑踏音楽劇「ネオンキッズ」(3月、東京/兵庫)
  - 劇団鹿殺し活動20周年記念公演 vol.2「ランボルギーニに乗って」(7月、東京/大阪)
  - OFFICE SHIKA MUSICAL「私は怪獣－ネオンキッズ Live beat－」(12月、東京)
- 2023年
  - OFFICE SHIKA PRODUCE「ダリとガラ」(3月、東京/大阪)
  - 劇団鹿殺し2023本公演 ザ・ショルダーパッズ「この身ひとつで」[15]（(7月、東京)
    - 鹿版 銀河鉄道の夜'23
    - 鹿版 The Wizard of OZ

  - OFFICE SHIKA PRODUCE Operetta「YAMA-INU」（11月、東京）
- 2024年
  - OFFICE SHIKA PRODUCE Operetta「Ms.YAMA-INU」（1月、東京）
  - OFFICE SHIKA×新宿シアタートップス「9階団地のスーパースター」[16]（2-3月、東京/兵庫）
  - OFFICE SHIKA×海外児童文学シリーズ vol.1 音楽劇「姉さんは、暖炉の上の、壺の中─My Sister Lives on the Mantelpiece」[17] (11月-12月、東京)
- 2025年
  - OFFICE SHIKA CHILDHOOD「クマのプーとアクマのゾゾ」[18]（4月、東京）